# Nega Network
A Nega Network (em coreano:  내가네트워크) é uma gravadora e agência de talentos independente sul-coreana, fundada por Yoon Il-sang, LANCE e Cho Young Chul em janeiro de 2003.

## Artistas

### Grupos
- Lunafly[2]
- Laboum (co-dirigido pela NH Media)[3]
- Littles

### Outros artistas
- Kim Eana (compositora, trabalha com a LOEN Entertainment)
- Yoon Ilsang (compositor)

## Artistas Passados
- Brown Eyed Girls[4]
- M&N
- EZ-Life
- iM
- Sunny Hill
- Springkler
- PDIS
- May Doni
- LC9[5]

### Notáveis trainees
- Kim Jihun (KNK)
- Kim Nahyun (Sonamoo)
- Nancy (Momoland)
- Haeun (Good Day)